# Czesław Lipski
Czesław Józef Lipski (ur. 1935, zm. 22 stycznia 2025) – polski inżynier, profesor nauk rolniczych.

## Życiorys
W 1967 r. ukończył studia melioracji wodnej w Wyższej Szkole Rolniczej w Krakowie, w 1976 r. obronił pracę doktorską, w 1991 r. habilitował się na podstawie pracy zatytułowanej Ocena natężenia erozji w małych zlewniach górskich w Karpatach Zachodnich. W 2002 r. uzyskał tytuł profesora nauk rolniczych.
Został zatrudniony na Uniwersytecie Rolniczym im. Hugona Kołłątaja w Krakowie i w Prywatnej Wyższej Szkole Ochrony Środowiska w Radomiu.

## Odznaczenia
- Złoty Krzyż Zasługi (2005)[6]